# Saint-Jores
Saint-Jores era una comuna francesa situada en el departamento de Mancha, de la región de Normandía, que el 1 de enero de 2016 pasó a ser una comuna delegada de la comuna nueva de Montsenelle al fusionarse con las comunas de Coigny, Lithaire y Prétot-Sainte-Suzanne.

## Demografía
| Gráfica de evolución demográfica de Saint-Jores entre 1800 y 2014 |
|                                                                   |

Los datos demográficos contemplados en este gráfico de la comuna de Saint-Jores se han cogido de 1800 a 1999 de la página francesa EHESS/Cassini, y los demás datos de la página del INSEE.